# Der Besucher (Waters)
Der Besucher (Originaltitel The Little Stranger) ist ein 2009 erschienener Roman der britischen Autorin Sarah Waters, der in der Erzähltradition von Edgar Allan Poe, Daphne du Maurier, Shirley Jackson, Wilkie Collins und Henry James’ Roman The Turn of the Screw steht: Eine Familie des englischen Landadels sieht in den Jahren unmittelbar nach dem Ende des Zweiten Weltkrieges ihr Vermögen schwinden. Mit zwei letzten Dienstboten stemmen sie sich dem Verfall ihres Familiensitzes entgegen. Eine Reihe sonderbarer, scheinbar nicht erklärbare Ereignisse lösen mehrere Tragödien aus.
Der Besucher war 2009 Finalist für den Booker Prize, unterlag aber Hilary Mantels historischem Roman Wölfe. 2015 wählten 82 internationale Literaturkritiker und -wissenschaftler den Roman zu einem der bedeutendsten britischen Romane. Kritiker heben immer wieder hervor, wie treffend Sarah Waters in diesem Roman die gesellschaftlichen Umbrüche in Großbritannien in den Jahren nach dem Zweiten Weltkrieg beschreibt.

## Handlung
Faraday, der Ich-Erzähler des Romans und Landarzt in der englischen Grafschaft Warwickshire, wird auf den Herrensitz Hundreds Hall der Ayres gerufen, um dort das junge Dienstmädchen Betty zu behandeln. Faraday ist nicht das erste Mal in diesem Haus: Seine Mutter war bei den Ayres, die der Gentry angehören, vor ihrer Hochzeit selbst als Dienstmädchen beschäftigt. Als die Ayres in den 1910er Jahren eine Gartenparty für die Bevölkerung der umliegenden Ortschaften ausrichteten, verschaffte ihm die Mutter heimlich erst Zutritt zu dem Küchentrakt des Hauses und später nimmt ihn eines der Dienstmädchen in den Wohntrakt der Herrschaften mit und lässt ihn in der Eingangshalle warten, während sie die Herrschaften bedient. Während der junge Faraday auf die Rückkehr des Dienstmädchens wartet, bricht er als Erinnerung mit dem Taschenmesser ein winziges Stück Stuck der Eingangshalle in Form einer Eichel heraus.
Faraday erkennt bei seinem zweiten Besuch zwar die Großartigkeit des ihn damals so beeindruckenden Familiensitzes wieder. Das Haus ist jedoch vom Niedergang der Familie gezeichnet. In der Halle, in der er damals ein Stück vom Stuck abgebrochen hat, ist der Stuck mittlerweile weitgehend zerstört.
Faraday freundet sich mit dem Geschwisterpaar Roderick und Caroline Ayres an, die gemeinsam mit ihrer Mutter nun als letzte ihrer Familie in Hundreds Hall leben. Roderick Ayres war während des Zweiten Weltkriegs Mitglied der Royal Air Force, bis er mit seinem Flugzeug abstürzte. Von diesem Absturz ist Roderick physisch und mental gezeichnet. Seine Schwester Caroline war während des Zweiten Weltkriegs Mitglied des Women’s Royal Naval Service, kehrte aber nach Hundreds Hall zurück, um ihren rekonvaleszierenden Bruder zu pflegen. Roderick leidet daran, dass er seit dem Tod seines Vaters Familienvorstand und Hausherr ist und es ihm nicht gelingt, das Hundreds Hall zu altem Glanz zurückzuführen. Mrs. Ayres dagegen trauert immer noch um ihre erste, früh verstorbene Tochter Susan und gibt sich noch Illusionen über die mittlerweile finanziell verzweifelte Lage der Familie hin.
In einem Versuch, an den vergangenen Glanz der Familie zu erinnern und vielleicht auch für Caroline einen Ehepartner zu finden, geben die Ayres noch einmal eine Party. Eines der eingeladenen Paare bringt ihre junge Tochter mit und dieser wird von Carolines altem und bislang so gutmütigen Labrador Gyp das Gesicht zerbissen. Einen Gerichtsprozess oder eine Schmerzensgeldklage können sich die Ayres nicht leisten. Sie müssen den Wünschen des Ehepaares folgen und Gyp töten. Es ist der mittlerweile zum Freund gewordenen Faraday, der Gyp die tödliche Spritze gibt. Roderick war an dem Abend der kleinen Party nicht unter den Gästen – die Familie gibt vor, dass es Überarbeitung und eine Migräne sei, die Roderick davon abhält, sich den miteinander Feiernden anzuschließen. Roderick, dem zuvor bereits Anzeichen übergroßer Anspannung anzumerken waren, klagt gegenüber Faraday, dass eine unheilvolle Kraft sich in seinem Zimmer manifestiert habe. Er wäre derjenige, der dieser Kraft Einhalt gebieten müsse, um zu verhindern, dass seine Mutter und seine Schwester durch diese zu Schaden kämen. Nachdem sein Zimmer in Brand gerät, während er alkoholisiert im Bett liegt, wird Roderick schließlich in eine Nervenheilanstalt eingewiesen. Um Geld zu beschaffen, muss nun erstmals auch ein Teil des Parks um Hundred Halls verkauft werden. Auf dem verkauften Land entstehen Reihenhaussiedlungen, Hundred Halls verliert seine Abgeschiedenheit. Als die ersten Teile der Parkmauer um Hundred Halls niedergerissen werden, ist Faraday fast mehr als die pragmatisch denkende Caroline von dieser Entwicklung getroffen.
Faraday wirbt immer entschiedener um Caroline, während sich gleichzeitig in Hundred Halls die eigenartigen Vorkommnisse wiederholen. Nachts sind merkwürdige Geräusche im Haus zu hören und auf den Wänden der Zimmer, aus denen diese Geräusche zu kommen scheinen, findet sich merkwürdiges, an eine Kinderhandschrift erinnerndes Gekritzel. Das Telefon klingelt nachts, ohne dass jemand am anderen Ende der Leitung ist. Die Dienstboten werden geläutet, ohne dass jemand nach ihnen verlangt hat. Mrs. Aires schließlich folgt Geräuschen und findet sich im Kindertrakt eingesperrt, wo Susan, ihre erste Tochter im Alter von acht Jahren, an Diphtherie gestorben ist. Sie findet Trost in dem Glauben, dass Susan versucht ihr nahe zu sein, auch wenn diese sie manchmal zu verletzen scheint. Eines Morgens finden Caroline und das Dienstmädchen Betty jedoch Mrs. Aires erhängt vor.
Faraday gelingt es endlich, ein Datum für die geplante Hochzeit mit Caroline festzusetzen. Caroline sagt die Hochzeit jedoch ab, als ihr klar wird, dass sie an Faradays Seite weiter auf Hundred Halls leben wird. Gemeinsam mit dem Dienstmädchen Betty beginnt sie die letzten verbliebenen Haushaltsgegenstände zu verkaufen. Sie will Hundred Halls verkaufen und Großbritannien verlassen. England, so sagt sie Faraday, ist Leuten wie ihr nicht mehr wohlgesinnt. Es wolle sie nicht länger. Wenig später stirbt auch Caroline, indem sie eines Nachts aus dem zweiten Stock in die Eingangshalle von Hundred Halls stürzt. Das Dienstmädchen Betty sagt während der gerichtlichen Untersuchung ihres Todes aus, dass sie gehört habe, wie Caroline nachts in den zweiten Stock geeilt sei und noch „Du“ gerufen habe, bevor sie stürzte. Die gerichtliche Untersuchung kommt zu dem Schluss, dass es Selbstmord sei.
Drei Jahre später steht Hundred Halls immer noch unverkauft und verlassen. Faraday hat noch Schlüssel zum Haus und versucht dem weiteren Verfall Einhalt zu gebieten.

## Rezensionen
Martin Halter betitelt seine Besprechung des Romans für die FAZ in Reminiszenz an Edgar Allan Poes Erzählung Der Untergang des Hauses Usher mit Der Untergang des Hauses Ayre und begründet seine Titelwahl nicht nur mit dem inhaltlichen Ähnlichkeit, sondern auch mit dem Hinweis, dass sowohl bei Poe als auch bei Waters der männliche Protagonist Roderick heißt. Beiden Erzählungen gemeinsam ist neben der Thematik eines Familienverfalls auch der Ich-Erzähler, der als Außenstehender skeptisch von den merkwürdigen Ereignissen berichtet.
Halter bezeichnet den Roman als einen schaurig-schönen Schmöker für lange, verregnete Abende. Allerdings weist er auch darauf hin, dass er als Schauerroman enttäuschend sei. Das Unheimliche käme sehr langsam und auf leisen Pfoten dahergeschlichen, und es ist, ganz wie Faradays Arztkollege Seele vermutete, keine Ausgeburt der Hölle, sondern nur das verdrängte Heimliche, das hier sein Unwesen treibt. Positiv hebt Halter hervor, dass der Roman seine Spannung und seinen erzählerischen Reiz nicht aus billigen Gruseleffekten, sondern aus den Abgründen bürgerlicher Seelen und der feinen Balance zwischen retardierenden und vorwärtsdrängenden Momenten beziehe. „Der Besucher“ komme aus der Vergangenheit, aber er sei auf der Höhe der Zeit: ein beinahe klassischer Gesellschafts- und ziemlich unromantischer Liebesroman in den abgetragenen Kostümen und abblätternden Kulissen des viktorianischen Schauerromans.
Hilary Mantel urteilt über den Roman ihrer Schriftstellerkollegin Waters in ihrer Rezension für den Guardian ähnlich positiv und bezeichnet ihn als meisterhaft geschrieben. Auch sie hebt die treffende Beschreibung der sozialen Entwicklungen in Großbritannien im Jahre 1947 hervor: Der alte Landadel verliert seinen Einfluss, eine neue Mittelschicht aus Ärzten und Bauunternehmern wächst heran, die sich ihrer sozialen Rolle aber noch nicht sicher ist und teils besorgt in die Zukunft blickt. Faraday beispielsweise stammt aus der Unterschicht, seine Eltern haben ihre Gesundheit geopfert, damit er eine angemessene Erziehung erhält. Jetzt ist er Landarzt, lebt aber bescheiden und gehört weder der Unterklasse an, noch wird er von der Gentry als Seinesgleichen angesehen.
Mantel sieht jedoch das Dienstmädchen Betty als die Person des Romans an, mit der Sarah Waters ihre treffgenaue Erfassung dieses Zeitraums der britischen Geschichte unter Beweis stellt. Die 14-jährige Betty stammt aus einer dysfunktionalen Familie der Unterschicht: Der Vater trinkt, die Mutter treibt sich mit anderen Männern herum und eigentlich bleibt Betty nur auf Hundreds Hall, weil es in ihrem Zuhause noch schlimmer ist. Genretypisch ist sie die erste, die merkt, dass Seltsames passiert. „Da is was Böses in diesem Haus“ hält sie früher als ihre Herrschaften fest, aber sie wird ausgelacht und ihre Bemerkung wird als Beleg ihrer Ignoranz eingestuft. Weder Faraday noch ihre Arbeitgeber behandeln Betty als gleichwertigen Menschen. Mantel hält fest, dass es an schwarzen Humor grenze, wenn Betty mit ihrem kindlichen Gemüt nach jedem Desaster, nach jedem Unglück, nach jedem weiteren Schicksalsschlag herbeigerufen wird, um Blut aufzuwischen und zerbrochenes Glas aufzulesen, um eimerweise Wasser heranzutragen oder Tee zu servieren, damit sich die Nerven ihrer sozial höhergestellten Personen beruhigen. Mit ihrer linkischen Art und ihrer Unfähigkeit, sich angemessen zu artikulieren, messen die anderen ihr nicht die Sensibilität zu, den Horror der Ereignisse zu erfassen.
Auch Scarlett Thomas hebt in ihrer Besprechung in der New York Times die meisterhafte Erzählweise von Sarah Waters hervor. Sie beklagt allerdings, dass die Familie Ayres so liebevoll und realistisch dargestellt sei, dass es dem Leser anders als beispielsweise in  Jonathan Coes Roman Allein mit Shirley schwer falle, ihren unaufhaltsamen Niedergang zu akzeptieren. Sie bezieht sich in ihrer Kritik auch auf eine der ersten Begegnungen zwischen Caroline und Faraday. Als letzterer ihr eingesteht, er habe einst mit einem Taschenmesser eine Eichel aus dem Stuck der Eingangshalle herausgebrochen hat, antwortet Caroline sinngemäß, dass diese eigentlich nur noch da seien, um herausgebrochen zu werden. Thomas hinterfragt, ob dies auch für Personen wie die Ayres und ihr Landsitz gelte, wenn der Fortschritt, der sie und ihre Lebensweise zerstöre, nicht besseres als Reihenhäuser und Arztzentren hervorbringe.

## Ausgaben
- The Little Stranger, 2009.
- Der Besucher. Aus dem Englischen von Ute Leibmann. Lübbe Ehrenwirt, Köln 2011, ISBN 978-3-431-03830-9.

## Einzelbelege
1. ↑  The Guardian:The best British novel of all times - have international critics found it?, aufgerufen am 23. Januar 2016
2. 1 2 3  Besprechung aus der FAZ vom 26. Juli 2011, aufgerufen am 23. Januar 2016
3. 1 2 3   Besprechung im Guardian vom 23. Mai 2009, aufgerufen am 24. Januar 2016
4. ↑   Besprechung in The New York Times vom 29. Mai 2009, aufgerufen am 24. Januar 2016